# Чорний січень

Мітинг перед будинком уряду у січневі дні, 1990 р.

Чорний січень (азерб. Qara Yanvar) або також Кривавий січень (азерб. Qanlı Yanvar) — придушення політичної опозиції радянськими військами 20 січня 1990 року в столиці Азербайджану — місті Баку, що завершилось загибеллю понад сотні мирних жителів, в основному азербайджанців. Подібні події відбулись раніше у Алма-Аті (1986), у Тбілісі (1989), пізніше у Душанбе (1990), у Вільнюсі та Ризі (1991), де жертвами стали радянські громадяни.

## Передісторія
Події Чорного січня розгортались в епоху Перебудови, на тлі Карабаського конфлікту. В липні 1989 року в Азербайджані сформувався Народний фронт Азербайджану (НФА), що став на чолі азербайджанського національного руху. Основним фактором, що зумовив зростання азербайджанського національного руху, стало карабаське питання. Безуспішні зусилля центру розв'язати карабаську кризу поряд із неспроможністю республіканського керівництва захистити те, що розглядалось як національні інтереси Азербайджану, з бідовим становищем біженців та безліччю місцевих образ призвели у грудні до народного вибуху під проводом НФА. 29 грудня у Джалілабаді активісти Народного фронту захопили будівлю міськкому партії, при цьому десятки людей було поранено. 31 грудня на території Нахічеванської АРСР натовп людей зруйнував держкордон з Іраном. Майже 700 км кордону було знищено. Тисячі азербайджанців перетнули річку Аракс, натхненні першою за довгі десятиліття можливістю братання зі своїми співвітчизниками в Ірані. 10 січня 1990 року Президія Верховної Ради СРСР прийняла постанову «Про грубі порушення закону про державний кордон СРСР на території Нахічеванської АРСР», рішуче засудивши те, що сталось.
У той самий час ситуація навколо Карабаху продовжувала погіршуватись. 11 січня 1990 року Народний фронт організував у Баку масовий мітинг, щоб висловити протест проти бездіяльності уряду. Того ж дня група радикально налаштованих членів Народного фронту штурмом взяла кілька адміністративних будівель й захопила владу в місті Ленкорань на півдні республіки, скинувши там радянську владу. Збройним шляхом було здійснено захоплення влади також й у Нефтчалі. Існувала можливість того, що Народний фронт зможе перемогти на виборах до Верховної Ради, які було призначено на березень 1990 року. 13 січня була створена Національна рада оборони (НРО). Того ж дня у Баку почався тижневий погром вірменів. Людей викидали з балконів верхніх поверхів, натовп нападав на вірменів й забивав їх до смерті. Відповідно до однієї з версій 13-19 січня вигнані з Вірменії азербайджанські біженці стали нападати на місцевих жителів вірменської національності. Лунеєв В. В. вважає, що погроми почались після провокаційного оголошення на мітингу Народного фронту про убивство азербайджанця Мамедова (який зі спільниками намагався вигнати вірменина Ованесова з квартири й був убитий Ованесовим). Народний фронт засудив погроми, звинувативши республіканське керівництво і Москву у свідомому невтручанні для того, щоб виправдати введення військ до Баку й не допустити НФА до влади в Азербайджані. Томас де Ваал, Лейла Юнусова і Зардушт Алізаде покладають відповідальність за антивірменські погроми на лідерів радикального крила Народного фронту Азербайджану.
15 січня було оголошено надзвичайний стан у ряді областей Азербайджану, але не в Баку. Це привело до зменшення погромів. Місцеві органи влади, а також розквартировані в місті 12-тисячний контингент внутрішніх військ й частини радянської армії не втручались у те, що відбувалось, обмежуючись лише охороною урядових об'єктів.
17 січня прибічники Народного фронту почали безперервний мітинг перед будівлею Центрального Комітету Компартії, перекривши до нього всі підходи. Остерігаючись радянської військової інтервенції, активісти Народного фронту Азербайджану почали блокаду воєнних казарм. По закінченню терміну ультиматума НФА о 12 годині 19 січня пікетники зайняли будівлю телецентру й відключили канал центрального телебачення. Того ж дня надзвичайна сесія Верховної Ради Нахічеванської АРСР прийняла постанову про вихід Нахічеванської АРСР із Союзу РСР та проголошення незалежності. До того часу Народний фронт вже де-факто контролював низку регіонів Азербайджану.

## Введення військових підрозділів
Відчуваючи розпечення ситуації в Баку, перший десант було висаджено в аеропорту ще 12 січня, однак він був блокований бензовозами. 15 січня на частині території Азербайджану було оголошено надзвичайний стан, однак він не розповсюджувався на Баку. Упродовж 16-19 січня на підступах до Баку було створено крупне угрупування загальним числом понад 50000 військовослужбовців зі складу частин Закавказького, Московського, Ленінградського, інших воєнних округів, військово-морського флоту, внутрішніх військ МВС. Бакинська бухта й підходи до неї були блоковані кораблями й катерами Каспійської військової флотилії.
У ніч з 19 на 20 січня 1990 року радянська армія штурмувала Баку з метою розгрому Народного фронту й урятування влади Комуністичної партії в Азербайджані, керуючись указом про введення у місті надзвичайного стану, який було оголошено, починаючи з опівночі. Однак через те, що телеефір після вибуху блоку живлення на телевізійній станції було відключено о 19:30, жителі міста не знали, що відбувається. Більшість бакинців дізнались про введення надзвичайного стану лише о 5:30 ранку з оголошення по радіо та з листівок, що розкидались із гелікоптерів, коли було вже надто пізно. З півдня до міста увійшли підрозділи підполковника Ю. Наумова. Операція отримала кодову назву «Удар». В ході вуличних боїв солдат з ополченцями Народного Фронту загинули мирні громадяни. Газета Коммерсантъ повідомила у ті дні:
|  | Війська, застосовуючи зброю, проривають пікети на Аеропортівському шосе, Тбіліському проспекті й інших дорогах, що ведуть до міста. Одночасно армійські підрозділи розблоковують казарми. Найкривавіші бої були у районі Сальянських казарм.. |

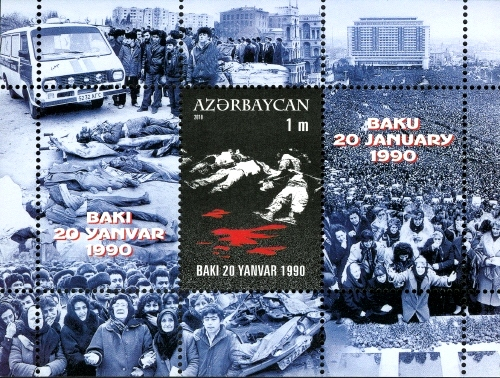
Марка Азербайджану, присвячена подіям чорного січня

Поховання жертв Чорного січня на Алеї Шахідів у Баку, 22 січня 1990 року

Танки змітали барикади й провокували ДТП. Британський журналіст Том де Ваал у 6-й главі своєї книги «Чорний сад» пише:
|  | Танки переповзали через барикади, зминаючи на своєму шляху автомобілі та навіть фургони швидкої допомоги. За словами очевидців, солдати стріляли у людей, що бігли, добивали поранених. Був обстріляний автобус з мирними жителями, й багато пасажирів, в тому числі чотирнадцятирічна дівчинка, загинули. |

Кінорежисер Станіслав Говорухін з приводу введення військ до Баку у 7-му номері тижневика «Московські новини» від 18 лютого 1990 року у статті «Репетиція?» писав:
|  | У ніч з 19-го на 20-е до міста все ж увійшли війська. Але Радянська Армія увійшла до радянського міста… як армія окупантів: під покровом ночі, на танках і бронемашинах, розчищаючи собі шлях вогнем і мечем. За даними військового коменданта, витрата боєприпасів цієї ночі — 60 тисяч набоїв. На сумгаїтській дорозі стояла на узбіччі, пропускаючи танкову колону, легкова машина, у ній — троє вчених з Академії наук, троє професорів, одна з них — жінка. Аж ось танк виїхав з колони і переїхав машину, розчавивши всіх пасажирів. Колона не зупинилась — пішла громити «ворога, що засів у місті» . |

Голова Президії Верховної Ради Азербайджанської РСР Ельміра Кафарова виступила по радіо з рішучим протестом проти оголошення надзвичайного стану та введення військ до Баку, стверджуючи, що це зроблено без її відома. Метою військових був бакинський порт, де за даними розвідки на теплоході Сабіт Оруджев знаходився штаб Народного Фронту. Напередодні операції, за допомогою диверсії спецпризначенців КДБ, було вимкнено трансляцію з бакинської телевежі. Після придушення повстання у Баку, Радянська Армія відновила скинуту радянську владу у містах Азербайджану.
Наступного дня після введення військ на будівлі ЦК з'явились написи: «Геть радянську імперію!», «Геть КПРС!», «Радянська армія — фашистська армія», а на будівлі МВС було збито лозунг «Слава КПРС!». Ввечері 21 січня відкрилась надзвичайна сесія Верховної Ради Азербайджанської РСР, яка визнала неправомірним введення військ до Баку й призупинила Указ Президії Верховної Ради СРСР про надзвичайний стан у місті, заявивши, що, якщо центральна влада проігнорує це рішення, буде піднято питання про вихід Азербайджану з СРСР. 25 січня судна, що блокували бакинську бухту, були захоплені військово-морським десантом. Кілька днів опір тривав у Нахічевані, але невдовзі й тут спротив Народного фронту було придушено.

## Наслідки
Введення до Баку частин Радянської Армії стало трагедією для Азербайджану. Том де Ваал вважає, що «саме 20 січня 1990 року Москва, власне, втратила Азербайджан». В результаті силової акції понад сотня мирних жителів, в основному азербайджанці, загинули через необґрунтоване й надмірне застосування сили. Майже все населення Баку вийшло 22 січня на загальний похорон жертв трагедії, яких було поховано як героїв боротьби за незалежність. Того дня припинили роботу аеропорт, вокзал, міжміський телефонний зв'язок й усі дні трауру щогодини звучали сирени. Десятки тисяч азербайджанських комуністів публічно спалили свої партквитки. Багато активістів Народного фронту були заарештовані, але їх невдовзі відпустили. Перший Секретар ЦК Компартії Азербайджанської РСР Абдул-Рахман Везіров ще до введення військ утік до Москви. Його замінив Аяз Муталібов, що став потім першим президентом Азербайджану.
Кремль мотивував проведення воєнної акції необхідністю захисту вірменського населення. Human Rights Watch стверджує, що більшість фактів, зокрема документи військової прокуратури в Баку, свідчать, що воєнна акція планувалась ще до вірменських погромів у Баку. Михайло Горбачов стверджував, що бойовики Народного фронту Азербайджану відкрили вогонь по солдатам. Однак незалежна організація «Щит», яка складається з групи адвокатів та офіцерів запасу, під час вивчення випадків порушення прав людини в армії та її військові операції не змогли виявити «озброєних бойовиків НФА», присутністю яких мотивувалось застосування радянськими військами вогнепальної зброї та дійшла висновку, що армія вела війну зі своїми громадянами й вимагала почати кримінальне розслідування проти Міністра оборони СРСР Дмитра Язова, який особисто проводив операцію.
Товариство «Меморіал» і «Хельсинська Група» повідомили у травні 1991 року, що знайшли переконливі докази того, що введення надзвичайного стану призвело до необґрунтованого порушення громадянських свобод і що радянські війська використовували необґрунтовані силові методи (в тому числі використання бронетехніки, багнетів і стрілянина по машинах швидкої допомоги), що призвело до численних жертв.
Під час введення військ до Москви за півтора року, військові стали поводити себе на вулицях міста більш обережно, остерігаючись повторення жертв серед мирного населення.
20 січня відзначається як День всенародної скорботи в Азербайджані.

## Висвітлення в культурі
Переживання подій очевидцем подано у моновиставі «Про Ромео та Джульєтту… тільки звали їх Маргарита та Абульфаз» (режисер Ірина Мельник, виконує Олена Дудич).